# Лунін Віктор Ігнатович
Віктор Ігнатович Лунін (5 жовтня 1843 — 30 грудня 1913) — громадський діяч, приватний повірений, депутат Державної думи I скликання від Кубанської області та Чорноморської губернії.

## Біографія
Із дворян Саратовської губернії. Закінчив Саратовську гімназію, після чого вступив на фізико-математичний факультет Петербурзького університету. Виключений за участь у студентських «заворушеннях».
Входив до складу петербурзького гуртка Старіцина, потім організував свій гурток. Був супротивником С.Г. Нечаєва . 28 грудня 1869 заарештований у Санкт-Петербурзі та залучений до Нечаївського процесу. Провів ув'язнення у Петропавлівській фортеці понад рік. 1 червня 1871 р. відданий суду особливої присутності Санкт-Петербурзької судової палати за звинуваченням у знанні про існування змови і недоведення про це до уряду. 28 серпня 1871 р. виправдано, після чого за ним було встановлено суворе негласне спостереження поліції.
Переїхав до Москви, вступив до Петровсько-Розумовської академії, брав участь у студентських хвилюваннях і був знову виключений з числа студентів  . Був народним учителем, влаштовував артілі, перебував у свій час секретарем у М.Г. Чернишевського  . 
Восени 1871 р. виїхав до Севастополя; потім жив як домашній вчитель в Судаку, куди приїхала і наречена Єлизавета Бєляєва . 
У листопаді 1872 р. разом із нею виїхав до Харкова. 
У 1879 р. проживав у Владикавказі і був приватним повіреним  .
Переїхавши на Північний Кавказ, викладав у Сочі та Майкопі. 
Склав в Армавірі іспит на звання приватного повіреного та набув великої популярності як практикуючий юрист. Заснував у Армавірі Громадські збори, Товариство взаємного кредиту, Товариство допомоги бідним, юридичну консультацію, сприяв відкриттю 5 початкових шкіл та гімназії , публічної бібліотеки, навчального музею, а також Товариства піклування про дітей, яке за активної участі Луніна організувало в місті амбулаторію, притулок-ясла, аптеку, книжковий склад та інше. Багато зусиль докладав для надання Армавіру статусу міста. Він взяв живу участь у будівництві першої в Армавірі православної церкви, нічліжного будинку для безпритульних і так званої лікарні Довжика.
У 1905 році Лунін організовував мітинги в Армавірі. У жовтні 1905 р. будинок Луніна було спалено під час погрому, і Луніну важко вдалося врятуватися. Він виїхав до Парижа, і під час перебування його там заочно був висунутий і обраний членом першої Державної думи.
Обрання Луніна в депутати Державної думи I скликання від некозачого населення Кубанської області та Чорноморської губернії відбулося 27 травня 1906 року. Увійшов до складу Трудової групи . Один із її лідерів. Секретар комісії з питань громадянської рівності, член комісії для опрацювання законопроекту про збори. Виступав із приводу законопроекту «Про збори».
Голова на спільних засіданнях трудовиків із членами Соціал-демократичної фракції Державної Думи у Виборзі. 10 липня 1906 року підписав «Виборзьке звернення», за що його було засуджено за ст. 129, ч. 1, п. п. 51 і 3 Кримінального Уложення до 3 місяців в'язниці та позбавлений права балотуватися на будь-які виборні посади.
Відбувши покарання, повернувся на Північний Кавказ. Продовжував культурну роботу в Армавірі, але 19 вересня 1912 року висланий в адміністративному порядку за межі регіону . 
Влаштувався в Москві і в сімдесятирічному віці вступив до слухачів Народного університету імені А. Л. Шанявського. 
Помер 30 грудня 1913. Після смерті Луніна порох його було перевезено до Армавіру і на 40-й день там урочисто похований при великому зібранні людей. Могила не збереглася .

## Родина
Про дітей відомостей немає. 
Відомий онук Борис Володимирович Лунін (18.07.1906 - 18.10.2001) історик, академік РАВН .
Онучка — Тетяна Володимирівна Луніна, жила і працювала в Ростові-на-Дону, після одруження поміняла прізвище на Чубученка. У Ростові-на-Дону зараз живе її син Чубученко Юрій Володимирович і його родина.